# Ireneusz Jakubowski
Ireneusz Jakubowski (ur. 31 maja 1952 w Łodzi, zm. 30 marca 2020 tamże) – polski śpiewak (tenor), prawnik i pedagog; solista Teatru Wielkiego w Łodzi.

## Życiorys
Ukończył PWSM w Bydgoszczy w klasie śpiewu Władysława Malczewskiego. W 1978 zadebiutował w roli Posłańca w Aidzie Giuseppe Verdiego w Teatrze Wielkim w Łodzi, z którym współpracował do 1982 i ponownie w latach 1991–2011. W latach 1982–1991 był solistą Teatru Muzycznego w Łodzi, gdzie zadebiutował rolą księcia Su-Czonga w Krainie uśmiechu Franza Lehára. Równocześnie w latach 1987–1996 występował w Operze Bydgoskiej, biorąc udział w wielu przedstawieniach premierowych.
Współpracował ze wszystkimi teatrami muzycznymi w Polsce. Brał udział w licznych tournée artystycznych po Europie, występując w Niemczech, Holandii, we Włoszech i na Malcie.
W swoim bogatym repertuarze miał główne partie tenorowe w operach od Vincenza Belliniego do Krzysztofa Pendereckiego, a także klasyczne role operetkowe i partie oratoryjne. Jako tenor o mocnym i nośnym głosie był szczególnie predestynowany do wykonywania włoskiego repertuaru. Występował m.in. w partii Pinkertona w Madame Butterfly Giacoma Pucciniego, Don Josego w Carmen Georges’a Bizeta oraz w operach Giuseppe Verdiego: w partii Alfreda w Traviacie, Księcia w Rigoletcie i Cassia w Otellu, a także w operach Gaetana Donizettiego, Charles’a Gounoda, Ruggera Leoncavalla, Pietra Mascagniego, Richarda Wagnera i w tytułowej roli Ubu Rex Krzysztofa Pendereckiego.
Niemniej udane były jego role w klasycznych operetkach: Tassila w Hrabinie Maricy Imre Kálmána, Hrabiego Zedlau w Wiedeńskiej krwi Johanna Straussa, Parysa w Pięknej Helenie Jacques’a Offenbacha, Kamila de Rosillon w Wesołej wdówce i księcia Su-Czonga w Krainie uśmiechu Lehára – roli, którą wykonywał około 200 razy i która stała się niejako jego artystyczną wizytówką.
Poza działalnością artystyczną Jakubowski był również doktorem nauk prawnych i cenionym specjalistą prawa rzymskiego. W latach 1973–2019 wykładał na Uniwersytecie Łódzkim. Był autorem kilkudziesięciu publikacji naukowych z dziedziny prawa i uczestnikiem licznych konferencji krajowych i zagranicznych.